# 熊本市立天明中学校
熊本市立天明中学校（くまもとしりつ てんめいちゅうがっこう）は、熊本県熊本市南区奥古閑町にある公立中学校。6・3制実施により設立された。1991年（平成3年）天明町が熊本市へ編入合併したことにより現校名となった。

## 沿革
- 1947年 - 飽託郡飽南中学校（走潟村・川口村）組合立飽南中学校設立。飽託郡倉山中学校（中緑村・内田村・銭塘村・奥古閑村・海路口村）組合立倉山中学校設立
- 1956年 - 天明村発足にともない倉山中学校を飽託郡天明村立天明中学校と改称
- 1957年 - 飽南中学校を廃校し、天明中学校分教室とする。
- 1971年 - 飽託郡天明町立天明中学校と改称
- 1991年 - 熊本市立天明中学校と改称

## 部活動

### 運動部
- バドミントン部
- バスケット部
- ソフトテニス部
- 柔道部
- 剣道部
- サッカー部

## 学校周辺
- 熊本市役所 南区役所天明総合出張所
- 国道501号

## 主な卒業生
- 小島圭巽 - プロサッカー選手
- 杉本大虎 - 柔道選手
- 塚本綾 - 柔道選手
- 白石響 - 女子柔道選手